# Сучава (повіт)
Суча́ва (рум. Județul Suceava) — жудець на північному сході Румунії, у південній Буковині. Адміністративний центр — місто Сучава. Площа — 8553 км². Населення 688,4 тис. осіб (2002).

## Географія
Сучавський повіт розташований на півночі Румунії, на румунсько-українському кордоні. Частину повіту займає Сучавське плато.
Сучавський повіт межує на півночі із Чернівецькою областю України, на заході — із Марамуреським, Бистрицько-Несеудським і Муреським повітами Румунії, на півдні — з Харгізьким і Нямцівським повітами, на сході — з Ботошанським і Ясським повітами.

## Історія
- до 1774: Сучавський повіт Молдавського князівства.
- 1775—1918: Сучавський повіт Австрійської імперії.
- 1864—1925: Сучавський повіт Румунського королівства.
- 1925—1938: Сучавський повіт Румунського королівства.

## Населення
| Рік  | Населення повіту |
| ---- | ---------------- |
| 1948 | 439 751          |
| 1956 | ▲ 507 674        |
| 1966 | ▲ 572 781        |
| 1977 | ▲ 633 899        |
| 1992 | ▲ 700 799        |
| 2002 | ▼ 688 435        |
| 2011 | ▼ 634 810        |

2011 року згідно з офіційним переписом населення Сучавського повіту становило 634 810 осіб; густота населення — 74 осіб/км².
Національний склад:
- Румуни — 96,14 %
- Цигани — 1,92 %
- Українці — 0,92 %
- Липовани — 0,27 %
- Німці — 0,11 %
- Поляки, словаки, інші — 0,5 %.

## Українські громади (населені пункти)
Українці живуть у повіті переважно на українському етнічному півострові, що простягається від Глибокої на півночі через Серет на південь, в комуні Белкеуць та на північному заході повіту, в етнографічній Гуцульщині в комунах Ульма і Ізвоареле-Сучевей.
У сучасному повіті в 35 населених пунктах живе близько 40 тис. українців.
Населені пункти зі значною кількістю українців:
- Арджел
- Балківці
- Бенія
- Бряза (Сучава)
- Вашківці (Румунія)
- Велика Ботошаниця
- Гропени
- Данила
- Демекуша
- Джеменя
- Качика
- Келінешть-Васілаке
- Кирлібаба
- Кліт
- Маріцея
- Меріцея-Міке
- Молдовиця
- Молдова-Суліца
- Негостина
- Нісіпіту
- Остра
- Слобозія-Сучевей
- Чумирна
- Шербівці

## Адміністративний поділ

Міста

### Муніципалітети
- Сучава (Сучява)
- Ватра-Дорней
- Кимполунґ (Довге Поле, Кимпулунґ-Молдовенеск)
- Радівці (Редеуць)
- Фелтічень

### Міста
- Броштень
- Вікову-де-Сус
- Ґурагумора (Ґура-Гуморулуй)
- Долгаска
- Кажвана
- Літень
- Мілішеуть
- Салчя
- Серет (Сірет)
- Солка
- Фрасін

### Комуни
- Адинката
- Арборе
- Бая
- Белечана
- Белкеуць
- Беркішешть
- Білка
- Богденешть, Богденешті
- Бороая
- Босанч
- Ботошана
- Бряза
- Бродіна
- Бунешть, Бунешті
- Бурла
- Ваду-Молдовей
- Валя-Молдовей
- Вама
- Ватра-Молдовіцей
- Верешть
- Вікову-де-Жос
- Войтінел
- Воловец
- Вултурешть
- Генцешть, Генцешті
- Гиртоп
- Городнік-де-Жос
- Городнік-де-Сус
- Городнічень, Городнічені
- Ґеленешть
- Ґремешть, Ґремешті
- Ґренічешть
- Дерменешть
- Долгешть, Долгешті
- Дорна-Арінь
- Дорна-Кандренілор
- Дорнешть, Дорнешті
- Дрегоєшть, Дрегоєшті
- Дрегушень
- Думбревень
- Замостя
- Зворіштя
- Ілішешть
- Іпотешть, Іпотешті
- Ізвоареле-Сучевей, Ізвори
- Качика
- Калафіндешть, Калафіндешті
- Капу-Кимпулуй
- Кирлібаба
- Коменешть
- Корну-Лунчій
- Кошна
- Круча
- Марджиня
- Мелінь, Меліні
- Менестіря-Гуморулуй
- Мітоку-Драгомірней
- Моара
- Молдова-Суліца
- Молдовіца
- Мушеніца
- Остра
- Панач
- Пелтіноаса
- Петреуць, Петреуці
- Пиртештій-де-Жос
- Пояна-Стампей
- Поєнь-Солка, Поєні-Солка
- Пожорита
- Преутешть, Преутешті
- Путна
- Редешень, Редешені
- Ришка
- Садова
- Сату-Маре
- Сімініча
- Слатіна
- Стража
- Строєшть, Строєшті
- Стулпікань, Стулпікані
- Сучевіца
- Тодірешть, Тодірешті
- Удешть, Удешті
- Ульма
- Финтина-Маре
- Финтинеле
- Форешть, Форешті
- Фретеуцій-Векі
- Фретеуцій-Ной
- Фрумосу
- Фунду-Молдовей
- Чокенешть, Чокенешті
- Чипріан-Порумбеску
- Шару-Дорней
- Шербеуць
- Шкея

## Господарство
У повіті виробляється 1,8 % валової продукції промисловості країни. За продукцією лісової, деревообробної, целюлозно-паперової промисловості повіт займає 1-е місце в Румунії. Харчова, текстильна і шкіряно-взуттєва промисловість. Видобуток руд марганцю, кольорових металів, кам'яної солі, бариту, сірки. У сільському господарстві виробляється близько 3 % загальнорумунської валової продукції. Посіви кукурудзи, пшениці, ячменю, конопель, цукрового буряка. Садівництво, овочівництво. За зборами картоплі, поголів'ям великої рогатої худоби (278 тисяч голів в 1974), виробництвом молока повіт на 1-ому місці в Румунії.